# Эберлинг, Альфред Рудольфович
Альфред Рудольфович Эберлинг (3 января 1872, Згеж, Лодзинский уезд, Петроковская губерния — 18 января 1951, Ленинград) — русский и советский живописец, график и педагог, член Ленинградского Союза художников.

## Биография
Альфред Рудольфович Эберлинг родился 3 января 1872 года в городе Згеже Лодзинского уезда Петроковской губернии (территория современной Польши). В 1898 году окончил Высшее художественное училище при Императорской Академии художеств в Петербурге по мастерской И. Е. Репина с присвоением звания художника I степени за картину «Весна». В 1899 выехал с группой художников в Константинополь для выполнения правительственного задания по росписи православного храма. В 1900—1917 посетил многие европейские страны, где знакомился с художественными музеями. Помимо русского, владел немецким, польским, французским и итальянским языками.

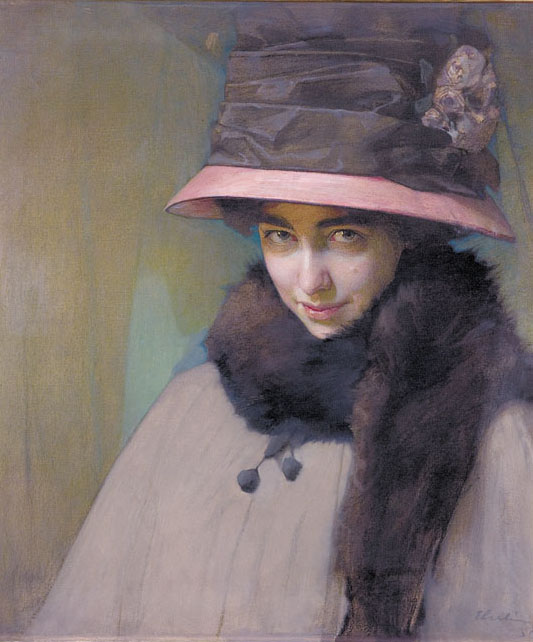
Портрет Ирины Максимович (ошибочно указан в аукционном каталоге, как п-т балерины Карсавиной)

В 1896 году ещё студентом Эберлинг выполнил картину «Старая и „Новая“ живопись» (аллегория на распространившееся тогда искусство декадентов). В том же году картина была показана на Академической выставке в Императорской Академии художеств в Петербурге и международной выставке в Берлине. Позднее художник принёс картину в дар Пензенскому художественному училищу. Помимо Академических выставок, Эберлинг участвовал в выставках общества Куинджи и Общества акварелистов, а также в зарубежных выставках в период пребывания за границей. В 1902 году во Флоренции написал свою самую большую картину «Сон художника», показанную на выставках во Флоренции, Варшаве, Петербурге и Москве. В 1904 году картина экспонировалась в США в городах Сент-Луисе и Нью-Йорке, где и была приобретена для музея Сан-Франциско. Наряду с ней в США было приобретено ещё несколько картин Эберлинга: «Константинополь. Кладбище», «В горах Тосканы», «Венеция», «Под белым знаменем».
В 1904 году началась многолетняя педагогическая деятельность Эберлинга. В 1904—1917 годах он преподавал в Рисовальной школе Общества поощрения художеств. В эти годы художником было написано около 100 портретов, главным образом представителей театрального мира. В 1910 году иллюстрировал поэму М. Ю. Лермонтова «Демон». 

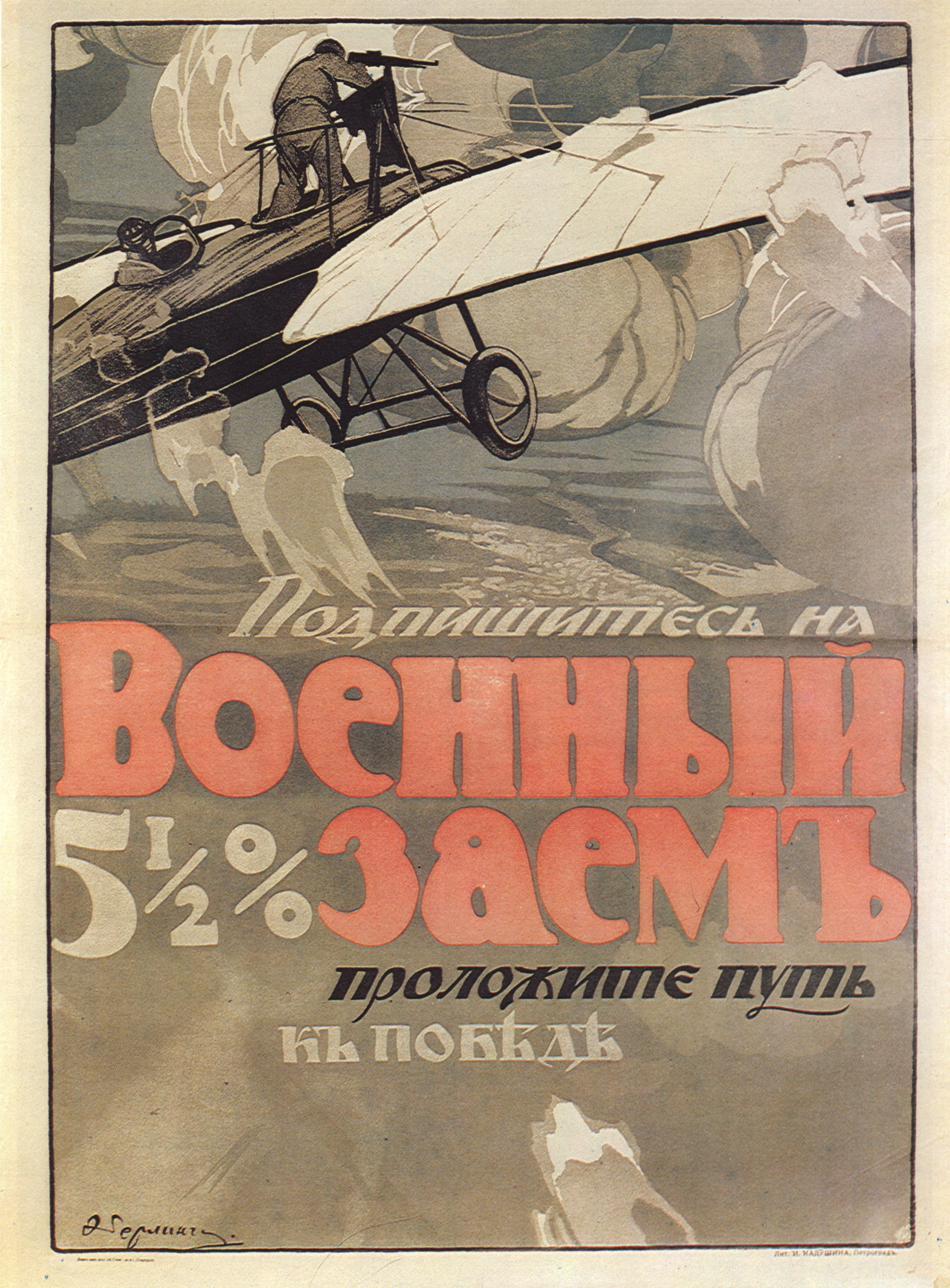
Подпишитесь на военный заём (1916)

После революции в 1918 году участвовал в создании на базе Рисовальной школы художественно-педагогического техникума, в котором преподавал до 1933 года. В 1925—1930 годах руководил изостудией АХР в Ленинграде. В 1934 году по приглашению И. Бродского занял место профессора по живописи, рисунку и композиции в ЛИЖСА, где проработал до 1937 года. Параллельно до 1940 года преподавал в изостудии Ленинградского Дворца пионеров и изостудии Дома учёных.
В 1920—1930 годы по заказу Гознака исполнил портреты К. Маркса, В. Ленина, И. Сталина, В. Молотова, Л. Кагановича, М. Калинина для воспроизведения массовым тиражом. В 1924 году выиграл конкурс, объявленный Гознаком на лучший портрет В. И. Ленина, после чего исполнил рисунок для денежных знаков, который был воспроизведён на купюрах образца 1937 года. В послевоенные годы рисунок Эберлинга использовался в качестве водяного знака на советских купюрах выпуска 1947 и 1957 годов.
Среди произведений, созданных А. Р. Эберлингом в станковой живописи в 1918—1940 годы, картины «Первые вести Октября» (1918), «Портрет С. Орджоникидзе», «Портрет стахановки Смирновой», «Портрет М. Горького» (все 1937), «Портрет балерины Семёновой» (1940), «В. И. Ленин в 1895 году», «Портрет Ушинского», «Портрет В. И. Ленина» (все 1946), «Портрет И. Сталина», «Портрет академика Н. Г. Хлопина» (обе 1947), «Портрет академика С. П. Давиденкова» (1951) и другие.
Скончался 18 января 1951 года в Ленинграде на 80-м году жизни. 
Произведения А. Р. Эберлинга находятся в Русском музее, в музеях и частных собраниях в России, США, Италии, Германии, Франции и других странах.

## Семья
- Жена - Иванова-Эберлинг Елена Александровна (1905, Виленская губерния —1971, Ленинград). Детей нет.